# جوردي فيلاكامبا
جوردي فيلاكامبا (بالإسبانية: Jordi Villacampa)‏ مواليد 1963 ، هو لاعب كرة سلة إسباني سابق. لعب لجوفينتوت بادالونا.

## الميداليات
| الميدالية | المسابقة                         |
| --------- | -------------------------------- |
| برونزية   | بطولة أمم أوروبا لكرة السلة 1991 |

## روابط خارجية
- جوردي فيلاكامبا على موقع الاتحاد الدولي لكرة السلة (الإنجليزية)
- جوردي فيلاكامبا على موقع الدوري الإسباني لكرة السلة (الإسبانية)
- جوردي فيلاكامبا على موقع ريلجم (الإنجليزية)
- جوردي فيلاكامبا على موقع بروبوليرز (الإنجليزية)
- جوردي فيلاكامبا على موقع سبورتس رفرنس (الإنجليزية)
- جوردي فيلاكامبا على موقع أوليمبيديا (الإنجليزية)